# Фрагмидиевые
Фрагмидиевые (лат. Phragmidiaceae) — семейство ржавчинных грибов порядка Пукциниевые (Pucciniales). Семейство включает 14 родов и 164 вида . 

## Роды
Согласно данным GBIF на июнь 2025 года в семейство входят следующие роды:
- Arthuriomyces Cummins & Y.Hirats.
- Campanulospora Salazar-Yepes, Pardo-Cardona & Buriticá, 2007
- Frommea Arthur, 1917
- Frommeella Cummins & Y.Hirats.
- Gerwasia Racib.
- Gymnoconia Lagerh. — Гимнокония[2]
- Hamaspora Körn., 1877
- Joerstadia H.B.Gjaerum & G.B.Cummins, 1982
- Kuehneola Magnus, 1898
- Mainsia
- Morispora Salazar-Yepes, Pardo-Cardona & Buriticá, 2007
- Phragmidium Link, 1816 — Фрагмидиум[2]
- Phragmotelium H.Sydow, 1921
- Physonema Léveillé, 1847
- Scutelliformis Salazar-Yepes, Pardo-Cardona & Buriticá, 2007
- Trachyspora Fuckel
- Xenodochus Schltdl. — Ксенодохус[3]